# Добри Манасиев
Добри Манасиев Данев е български общественик и политик от първата половина на XX век.

## Биография
Роден е в източномакедонския град Щип на 2 август 1873, 1874 или 1875 година. Завършва Педагогическото училище в Кюстендил. Участва в Балканските и в Първата световна война. През 1919-1920 година е директор на прогимназията в Босилеград.
Избран е на изборите на 29 май 1927 година за депутат в XXII обикновено народно събрание с общогражданската листа на Радикалната партия от Петричка избирателна околия. На 17 юли 1927 година народните представители от Горноджумайска, Неврокопска и Петричка околия в частно заседание се обособяват в отделна парламентарна група с председател д-р Иван Каранджулов и секретар Ангел Узунов, запасен член на Задграничното представителство на ВМРО.
Умира в Кюстендил в 1947 година.